# Simon Ramo
Simon Ramo, dit Si Ramo, né le 7 mai 1913 à Salt Lake City (Utah) et mort le 27 juin 2016 à Santa Monica (Californie), est un scientifique et ingénieur américain, qui participa à la mise au point de nombreux missiles et engins tactiques, puis au développement d'une informatique de pointe, via la société Bunker Ramo, à l'origine de la création du Nasdaq américain.
Spécialiste de l'électronique pour la transmissions de radars, et le contrôle des tirs, il est aussi celui qui a imaginé le concept d'informatique « polymorphique », ou distribuée, rebaptisé « cloud computing » plusieurs décennies plus tard.

## Biographie
Né à Salt Lake City en 1913 dans une famille juive sépharade, il a étudié au California Institute of Technology, puis dirigé dès l'âge de 23 ans, de 1936 à 1946 la recherche sur l'électronique chez le géant américain General Electric, avant de partir en 1946 en Californie diriger le département de recherche électronique chez Hughes Aircraft, où il retrouve son ami Dean Wooldridge.
Il devient l’un des grands spécialistes des microondes et des ondes radio et enseigne un cours très recherché au California Institute of Technology (Caltech), dans les années 1950.
En 1948, sa société crée une division pour fournir des radars à la toute nouvelle U.S. Air Force et il développe les missiles air-air Falcon missile, mais en 1953, les deux partenaires s'opposent sur des problèmes de management qu'Howard Hughes refuse de résoudre, selon Ramo et Dean Wooldridge, qui démissionnent et créent la Ramo-Wooldridge Corporation le 16 septembre 1953.
Tous deux sont alors associé par le secrétaire à la Défense américain Trevor Gardner à un programme de fabrication de missile balistique, qui prendra l'ascendant sur les produits russes en 1959-1960, devenant le fournisseur attitré de l'U.S. Air Force.
En 1958, la société Ramo-Wooldridge Corporation fusionne avec Thompson Products pour créer Thompson Ramo Wooldridge, qui en 1964, après l'absorption de Teleregister, devient l'actionnaire minoritaire d'un nouveau groupe Bunker Ramo, détenu à 90 % par Martin Marietta.
Simon Ramo a été récompensé par la National Medal of Science et la Médaille présidentielle de la Liberté.

## Publications
- (en) Fields and waves in communication electronics, Simon Ramo et John R. Whinnery, 1944, New York.
- (en) Introduction to Microwaves, 1945
- (en) Peacetime Uses of Space, 1959, 1977
- (en) Fields and Waves in Communication Electronics, 1965
- (en) Extraordinary Tennis For The Ordinary Player, 1970
- (en) The Islands of E, Cono & My, 1973
- (en) America’s Technology Slip, 1980
- (en) The Management of Innovative Technological Corporations, 1980
- (en) What's Wrong with Our Technological Society--and How to Fix it, 1983
- (en) Tennis By Machiavelli, 1984
- (en) The Business of Science: Winning and Losing in the High-Tech Age, 1988
- (en) Meetings, Meetings, and More Meetings: Getting Things Done When People Are Involved, 2005
- (en) Strategic Business Forecasting: A Structured Approach to Shaping the Future of Your Business, Simon Ramo et Dr Ronald Sugar, 2009
- (en) Tales from the Top: How CEOs Act and React, 2011
- (en) To Wit: A Sense of Humor - A Mandatory Tool of Management, 2011
- (en) Let Robots do the Dying, 2011
- (en) Guided Missile Engineering: University of California Engineering Extension Series, Allen E. Puckett et Simon Ramo, 2013